# Самертон (Јужна Каролина)
Самертон (енгл. Summerton) град је у америчкој савезној држави Јужна Каролина.

## Демографија
По попису из 2010. године број становника је 1.000, што је 61 (-5,7%) становника мање него 2000. године.
| Група             | 2000.       | 2010.       |
| Белци             | 422 (39,8%) | 347 (34,7%) |
| Афроамериканци    | 607 (57,2%) | 620 (62,0%) |
| Азијати           | 8 (0,8%)    | 14 (1,4%)   |
| Хиспаноамериканци | 22 (2,1%)   | 16 (1,6%)   |
| Укупно            | 1.061       | 1.000       |